# مستشفى الجوادر
مستشفى الجوادر إحدى مستشفيات بغداد الحكومية يقع في مدينة الصدر، قطاع 44. يتبع المستشفى لوزارة الصحة العراقية. مدير المستشفى هو نقيب الأطباء في بغداد جواد عبد الكاظم الموسوي.

## الردهات والاقسام
- ردهة الطوارئ
- ردهة الجراحة

ويجري فيها حوالي 900 عملية جراحية مختلفة شهرياً.
- ردهة الباطنية
- ردهة الأنعاش الرئوية.R. C. U
- ردهة الحروق
- ردهة الأنعاش

## هجوم المليشيا على المستشفى
في 29 كانون الثاني 2013 قامت مجموعة مسلحة عرفت نفسها بأنها من مليشيا عصائب أهل الحق بالاعتداء بالضرب على الأطباء والعاملين في قسم الطوارئ، وكان يقود المجموعة شخص يدعى «فاضل وافي».